# Klinische Umweltmedizin
Klinische Umweltmedizin (auch: praktische Umweltmedizin) hat die Aufgabe der medizinischen Behandlung von Patienten, deren gesundheitliche Beschwerden oder auffällige Untersuchungsbefunde auf Umweltfaktoren oder -belastungen zurückgeführt werden. Manchmal findet man die Ursachen chronischer Erkrankungen in der Umwelt. Dabei kommt der individuellen Vulnerabilität (Verwundbarkeit) und Suszeptibilität (Empfindlichkeit) des Patienten besondere Bedeutung zu. Die klinische Umweltmedizin umfasst neben der ambulanten oder stationären Diagnostik und Therapie auch die Erforschung und Lehre von Prävention (Vorsorge), Diagnose und Therapie von durch Umweltfaktoren ausgelösten Erkrankungen. Vor allem die differenzierte Diagnostik und Therapie, also der Anspruch auf Behandlung, unterscheiden die klinische Umweltmedizin vom Bereich „Umwelt und Gesundheit“ (Public Health), von der Toxikologie, von der Arbeitsmedizin sowie von der Hygiene.
Als zentraler Fachgegenstand gelten Diagnostik und Therapie von Erkrankungen aufgrund künstlicher (anthropogener) wie auch natürlicher Umweltbelastungen und deren gesundheitsbeeinträchtigende Auswirkungen unter Berücksichtigung der individuellen Suszeptibilität und Vulnerabilität. Aufgrund der Vielfältigkeit umweltmedizinischer Einflussfaktoren ergeben sich hiermit die unterschiedlichsten gesundheitlichen Auswirkungen, die fast alle fachärztlichen Bereiche einbeziehen können.
Abschlussdiagnosen in der klinischen Umweltmedizin können daher erst nach gründlicher abklärender Diagnostik unter Hinzuziehung anderer medizinischer Disziplinen gestellt und dort durch zusätzliche klinische Tests oder zielführende Laboranalysen erhärtet werden.

## Umweltfaktoren – bisherige Krankheitsmodelle im Gegensatz zu denen der klinischen Umweltmedizin
Unter dem Begriff Umweltfaktor werden im Rahmen der klinisch-kurativen Umweltmedizin alle äußeren auf unseren Körper einwirkenden physikalischen, biologischen und chemischen Stressoren verstanden. Die Spanne dieser potentiell krankmachenden Umweltfaktoren reicht somit von toxischen oder auch immunogen (allergen) wirkenden Stoffen natürlicher, biologischer oder synthetischer Herkunft über mikrobielle Erreger und deren Toxine oder Stoffwechselprodukte, physikalische Felder und Strahlungen sowie Lärmbelastungen, Luftverschmutzungen und Wasserverunreinigungen.
Die umweltmedizinische Bewertung der Wirkung von Umweltfaktoren auf die Körperfunktionen ist dabei nicht allein toxikologisch orientiert. Vielmehr muss neben einer toxikologischen und toxikologisch-kumulativen (addierenden) Betrachtung die Immunantwort auf die Umweltfaktoren, d. h. vor allem die Möglichkeit allergischer Sensibilisierungen beachtet werden. Zusätzlich müssen biologisch wie auch physikochemisch die vielfältigen Einflussmöglichkeiten von Umweltfaktoren in biochemische und neurohormonelle Funktionsketten berücksichtigt werden. Bei Mehrfachbelastungen mit verschiedenen Umweltfaktoren, die eher die Regel als die Ausnahme sind, kommt es zudem zu bisher nicht klar abschätzbaren Potenzierungseffekten, die über die additiven Summationseffekte weit hinausreichen können.
Als Beispiel seien die Langzeiteffekte von lipophilen (fettlöslichen) Toxinen im Niedrigdosis-Bereich oder das Einwirken endokriner Disruptoren (hormonähnlich wirkende Substanzen) wie auch von Schwermetallen aufgeführt, Die über Jahrzehnte geübte rein toxikologische Sichtweise ist zu verlassen, weil z. B. im Bereich des Umweltfaktors „Schwermetalle“ die Verdrängung körpereigener „Funktionsmetalle“ gerade bei chronischen Belastungen nicht zwangsläufig dosisbezogen erfolgen muss. Zudem behindern die komplexen Umverteilungs- und Einlagerungsmechanismen aus dem Transportmedium Blut in tiefere, messtechnisch nur noch teilweise über Mobilisationsverfahren zugängliche Körperkompartimente, eine lineare messtechnische Erfassung von Umweltschadstoffen
Im Gegensatz zu den akuten klassisch-internistischen Krankheitsbildern mit oftmals diagnostisch klar abgrenzbaren und in linearer Kausalität verfolgbaren funktionellen Organerkrankungen stehen bei umweltmedizinischen Erkrankungen oftmals monokausal nicht erklärbare systemische Krankheitsbilder auf dem Boden systemischer Entzündungsreaktionen im Vordergrund, die sich den vorgenannten Kategorisierungen aufgrund ihrer Komplexität entziehen. Dies betrifft gerade auch chronische Erkrankungen, wie z. B. die komplexen Störungen der biologischen Regelkreise des NEIS (Neuro-Endokrino-Immun-System).
Unter Berücksichtigung der individuellen Suszeptibilität und den individuellen genetisch determinierten heute messbaren Detoxifikationsmöglichkeiten kann keine pauschale abschließende toxikologische Bewertung im Sinne eines linearen Dosis-Wirkungsprinzips stattfinden. Es kann lediglich eine annähernde Bewertung auf Basis einer wahrscheinlichen kausalen Expositions- und Wirkungsabschätzung erfolgen. Ein weiterer diagnostisch erschwerender Faktor liegt in der teilweise großen Zeitspanne (Latenz) zwischen Exposition und Manifestation einer umweltmedizinischen Erkrankung insbesondere bei im toxikologischen Sinne unterschwelligen Langzeitbelastungen (Dosis mal Zeit). Die klinisch-kurative Umweltmedizin ist in der Lage, durch detaillierte Anamnese, Patientenführung, Eliminations- und Provokationstestungen Nachweise einer Umweltbelastung zu gewinnen. Nachfolgende gezielte Analytik sowie Karenzmaßnahmen (Expositionsstop) und die daraus oft resultierende Linderung oder gar Gesundung untermauern dann die gestellte Diagnose.
Untersuchungsmethoden der klinischen Umweltmedizin – spezifische Wahrnehmung umweltassoziierter Erkrankungen. Die Diagnostik von umweltmedizinischen Erkrankungen erfolgt auf der Basis einer ausführlichen Anamnese. Diese bezieht das komplette berufliche und private Lebensumfeld, die familiäre Disposition wie auch die Konsum- und Ernährungsgewohnheiten der Patienten unter umweltmedizinischen Gesichtspunkten mit ein.
Im Rahmen der Diagnostik werden alle modernen und klassischen fachärztlichen Untersuchungstechniken angewandt. Hinzu kommen neben modernen labordiagnostischen toxikologischen, immunologischen, endokrinologischen und stoffwechselphysiologischen Untersuchungsmethoden (siehe Biomonitoring, Effektmonitoring) unter anderem genetische Analysen, Mobilisationstestungen und bildgebende Verfahren sowie ernährungsphysiologische und baubiologische Untersuchungen. Die in der klinischen Umweltmedizin angewendete Laboranalytik beinhaltet Umweltmonitoring, Biomonitoring, Effektmonitoring, Dispositionsdiagnostik sowie weitere spezielle Testverfahren.

## Umweltmonitoring
Im Rahmen des Umweltmonitorings werden die äußeren, potentiell pathogenen (krankmachenden) Belastungen aus beruflichem, privatem und Freizeitbereich untersucht. Hierzu zählen exemplarisch Belastungen mit Chemikalien (wie z. B. Herbiziden, Holzschutzmitteln, Lösungsmitteln, Pestiziden), Schimmelpilzen und deren Toxinen, Schwermetallen, dentalen Werkstoffen, Tonerstäuben etc., aber auch physikalische Belastungen (Strahlungen, Magnetfelder, Lärm, Klima etc.) und psychosoziale Faktoren.

## Biomonitoring
Unter Biomonitoring versteht man die Messung von Schadstoffen und/oder ihren Metaboliten (Stoffwechselprodukten) im Organismus. Im Human-Biomonitoring untersucht man Gewebeproben, Blut, Urin, Speichel, Stuhl, Atemluft, Muttermilch, Haare, Zähne oder Sperma. Dabei muss beachtet werden, dass der zu untersuchende Umweltfaktor innerhalb des Körpers infolge hydrophiler oder lipophiler Eigenschaften immer komplexen physikochemischen aktiven und passiven Umverteilungsmechanismen unterliegt. Der aktuelle Messwert stellt eine Momentaufnahme dar und muss entsprechend interpretiert werden. Darüber hinaus ist ein solcher Messwert immer im Zusammenhang zur anamnestisch ermittelten Belastung und dem klinischen Bild zu interpretieren.
Zudem unterscheidet die klinisch-kurative Umweltmedizin explizit zwischen toxischen, entzündlich-immunologischen, endokrinen wie auch neurofunktionellen Reaktionen oder Kombinationen aus diesen Reaktionstypen auf Umweltfaktoren. Diese können aus den nachgenannten genetischen Gründen zu sehr unterschiedlichen individuellen Krankheitsverläufen einzelner Patienten bei vordergründig gleichen Expositionen gegenüber Umweltfaktoren führen. Hier spielen die individuelle Vulnerabilität und Suszeptibilität, multifaktorielle Belastungen, Langzeitbelastungen auch im Niedrigdosisbereich, Kumulation und Deposition von Toxinen und belastenden Stoffwechselprodukten sowie reaktive Stoffwechselschäden und Supprimierung von Mikronährstoffen eine entscheidende Rolle.

## Effektmonitoring
Beim Effektmonitoring werden biochemische Veränderungen als Hinweise auf die Wirkung eines Umweltfaktors im Organismus erfasst. Wenn sie nachweisbar sind, können sie die Pathogenese umweltbedingter Gesundheitsstörungen objektivieren. In der Toxikologie erlauben sie eine individuelle Risikoabschätzung bei Exposition gegenüber einem Schadstoff. Als Marker biochemischer Effekte (Effektmarker) dienen Enzyme, Metaboliten (Stoffwechselprodukte), Proteine sowie Hämoglobin- und DNA-Addukte. Beispiele dafür sind die Bleianämie durch Hemmung der Häm-Biosynthese oder die Hemmung der Acetylcholinesterase durch Alkylphosphate. Polyaromatisierte Kohlenwasserstoffe (Benzpyrene) induzieren DNA-Addukte. Allerdings ist jedoch die Sensitivität der bisher bekannten toxischen Effektmarker für die in der Klinischen Umweltmedizin zumeist gegebenen Fragestellungen der chronischen Mehrfachbelastungen häufig zu gering.
Die bessere Kenntnis über biochemische und immunologische Pathomechanismen bei umweltmedizinischen Erkrankungen hat dazu geführt, dass heute zahlreiche Biomarker die Belastung mit Umweltschadstoffen anzeigen können, was ebenfalls ein Effektmonitoring darstellt. Umweltbelastungen können so zum Beispiel zu Störungen des Gleichgewichtes zwischen Radikalbildung und Radikalabbau führen, weshalb vermehrte freie Radikale oder oxidativ bzw. nitrosativ veränderte Moleküle als Indikatoren für die schädigende Wirkung auf zellulärer Ebene dienen („oxidativer bzw. nitrosativer Stress“). Auch Parameter des Immunsystems gelten heute als Effektmarker für erhöhte Umweltbelastungen bzw. als Ausdruck einer individuell gesteigerten Entzündungsantwort auf die verschiedenen Umweltfaktoren. So stehen mit den Zytokinen (v. a. TNF-a, IL-6 oder Interferon-gamma-induziertes Protein 10) Blutmarker zur Verfügung, die eine systemische Entzündung anzeigen.
Der Nachteil insbesondere der immunologischen Effektmarker ist, dass sie nicht monokausal-spezifisch für bestimmte Umwelt- oder Schadstoffe sind, sondern vielmehr die Reaktion des individuellen Organismus auf die Summe der Belastungen anzeigen.

## Dispositionsdiagnostik
Die Spannweite bekannter Mechanismen in der Entstehung Umwelt-assoziierter Erkrankungen ist groß. Sie reichen im Rahmen der Klinischen Umweltmedizin von exogen krankheitsverursachenden Umweltfaktoren (z. B. Chemikalien, Pestizide, Schwermetalle) bis hin zur Pathogenese genetisch-assoziierter Krankheiten aufgrund eines angeborenen mangelhaften Abbaus von Fremdstoffen. Mittels gendiagnostischer Untersuchungen findet die Klinische Umweltmedizin Erklärungen für die genetisch bedingte Suszeptibilität Gen-Umwelt-assoziierter Erkrankungen als auch Ansätze einer optimierten Therapie unter Berücksichtigung des genetisch bedingt unterschiedlichen Stoffwechsels zahlreicher Medikamente wie auch Schadstoffe.
Gene des menschlichen Genoms und dessen Genprodukte stehen in ständiger Interaktion mit der Umwelt und insbesondere mit ubiquitären Fremdstoffen. Gen-Umwelt-assoziierte Krankheiten sind oft dadurch gekennzeichnet, dass die pathogenetische Relevanz erst bei oder gar nach Exposition mit einem Fremdstoff erkennbar wird. Genetisch bedingte Unterschiede führen auch dazu, dass eine Exposition mit einem Fremdstoff nicht für jeden Menschen die gleiche krankheitsauslösende Bedeutung hat. Mit Hilfe molekulargenetischer Verfahren ist es möglich, die individuelle Suszeptibilität und auch Verträglichkeit gegenüber zahlreichen Fremdstoffen abzuschätzen.
Die Vielfalt bekannter Mechanismen im Rahmen der Klinischen Umweltmedizin reicht von genetisch determinierter HLA-Disposition über mangelnde bis fehlende Entgiftungsleistungen entsprechender Enzymgruppen (CYP´s, NAT2, GST´s, SOD etc.) wie auch neuroendokriner Funktionsstörungen (COMT, MAOA, MTHFR) bis hin zu überschießender Toxifikation (Giftung) von biologischen oder chemischen Umweltfaktoren infolge gesteigerter Enzymaktivitäten. So hängt z. B. die klinische Bedeutung hinsichtlich der Exposition gegenüber exogenen Substanzen sowie deren toxikologische Wirkung und Ausscheidung maßgeblich vom Zusammenspiel der am Stoffwechsel von Xenobiotika beteiligten sog. Phase I- und Phase II-Enzyme ab.
Eine weitere wichtige Säule zur Erfassung individueller Dispositionen stellen die Nachweisteste für immunologische Sensibilisierungen dar. Neben dem Lymphozytentransformationstest (LTT) zur Erfassung von Typ IV-Sensibilisierungen dienen zelluläre Verfahren zum Nachweis allergischer Soforttypreaktionen und zytokinbasierte Stimulationstests zum Nachweis immuntoxikologischer Empfindlichkeiten.

## Therapie in der Klinischen Umweltmedizin
Die therapeutischen Optionen für umweltmedizinische Erkrankungen ergeben sich neben den endogenen individuellen Prädispositionen der Patienten aus den jeweils diagnostizierten exogenen Kausalfaktoren, soweit diese zu eruieren sind. Generell ist die Expositionsvermeidung und Eliminierung bzw. Minderung der vier wichtigsten Stressoren (physikalisch, chemisch, biologisch und psychisch-sozial) die vorrangige therapeutische Maßnahme. Es folgt die Sanierung des Wohn- und Arbeitsumfelds, die individuelle Beseitigung von Mangelzuständen der Mikronährstoffe, die Stoffwechselaktivierung und Modulation wie auch Ernährungsberatung, aktive Entgiftungstherapien, durch alloplastische Materialien (Zahnersatz / Endoprothesen etc.) und mögliche immunologische und toxikologische Folgereaktionen werden berücksichtigt.

## Erkrankungsbilder der Klinischen Umweltmedizin
Die chronischen Folgen langjähriger Expositionen gegenüber Umweltnoxen im o. g. umweltmedizinischen Sinn stellen sich häufig als multifaktorielle Syndrome dar. Beispielsweise wird die Vielfache Chemikalienunverträglichkeit mit umweltmedizinischen Erkrankungen in Verbindung gebracht. Auch einige neuroinflammatorische Erkrankungen und weitere chronische Krankheitsbilder, die schulmedizinisch symptomatisch therapiert werden, können zum Teil mit umweltmedizinischen Erklärungsmodellen kausal begründet und dann nachhaltig therapiert werden. Als Beispiele seien hier depressive Störungen nach langjähriger Exposition gegenüber neurotoxischen Lösemitteln oder die Hinweise auf Unverträglichkeit gegenüber Dentalmetallen bei Patienten mit Erkrankungen des Bindegewebes, Fibromyalgie oder mit Autoimmunerkrankungen genannt.
Somato-psychische Differentialdiagnose: Die klinisch-kurative Umweltmedizin grenzt umweltmedizinisch beweisbare Pathologien von psychosomatischen Krankheitsbildern wie z. B. der Somatisierungsstörung ab. Viele latent oder chronisch an umweltmedizinischen Erkrankungen Leidende werden durch die Nichtakzeptanz ihrer Beschwerden von hierfür nicht ausgebildeten Fachärzten und ein umweltmedizinische Erkrankungen weitgehend nicht erfassendes Gesundheitssystem stigmatisiert. Zum anderen werden die Betroffenen nicht selten psychosomatisiert oder gar psychiatrisiert. Schwere, lang andauernde primär somatische Krankheitsbilder können dennoch zusätzlich die Bildung sekundärer psychischer Erkrankungen auslösen (wie z. B. Krebserkrankungen). Die entstehenden Komorbiditäten erschweren somit die diagnostische Klärung der zugrunde liegenden Kausalitäten im Sinne der primären Auslöser.

## Leitlinien der klinischen Umweltmedizin
Das Handeln der klinischen Umweltmedizin basiert auf den Leitlinien, herausgegeben vom Deutschen Berufsverband der Umweltmediziner (dbu).

## Aus-, Fort- und Weiterbildung in Klinischer Umweltmedizin
Eine zertifizierte Weiterbildung ist bis 2004 vom Deutschen Berufsverband der Umweltmediziner (dbu) und der Europäischen Akademie für Umweltmedizin (EUROPAEM) jährlich durchgeführt worden. Die vom Deutschen Ärztetag 2004 initiierte Änderung der Weiterbildungsordnung hat die zertifizierte Edukation der Umweltmedizin in eine fakultative Fortbildung gewandelt.
Eine Ausbildung in Klinischer Umweltmedizin findet derzeit mangels Kapazitäten an deutschen Universitäten nicht statt. Der angebotene Unterricht beschränkt sich lediglich auf den Bereich Umwelt und Gesundheit.
Eine Fortbildung in Klinischer Umweltmedizin wird nach einem modulierten Curriculum der Bundesärztekammer (BÄK) vom Deutschen Berufsverband der Umweltmediziner (dbu) und der Europäischen Akademie für Umweltmedizin (EUROPAEM) durchgeführt.
Eine curriculare umwelt-zahnmedizinische Fortbildung wird von der Deutschen Gesellschaft für Umwelt Zahnmedizin (DEGUZ) angeboten.